# Gamájåhkå

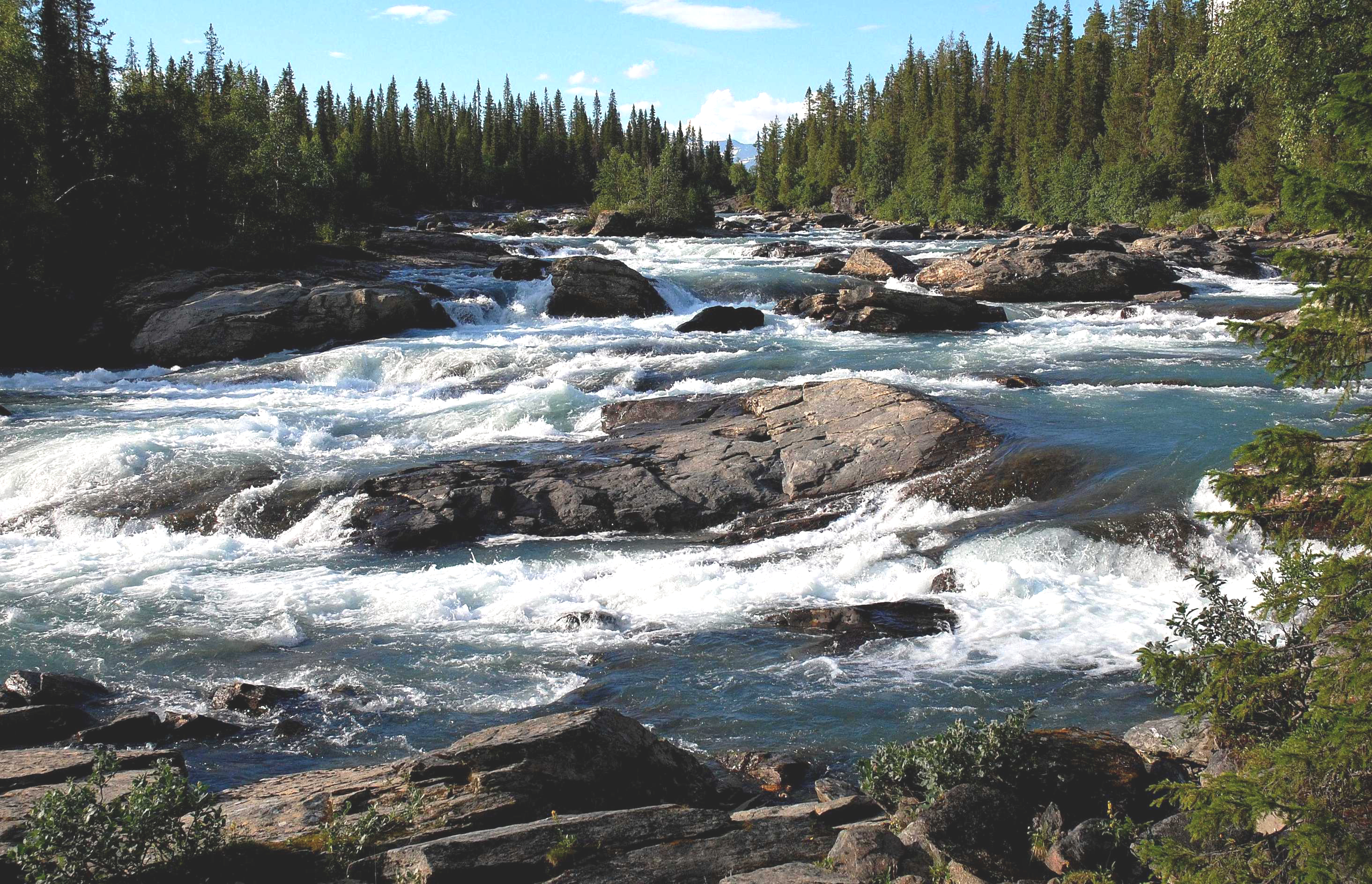
Gamájåhkå strax nedanför fjällstationen i Kvikkjokk

Gamájåhkå, enligt tidigare ortografi Kamajokk, är en jokk med utlopp i sjön Saggat (Sakkat) vid byn Kvikkjokk. Gamájåhkå får huvudsakligen sitt vatten från dalgångarna Tjuoltavagge och Njoatsosvágge samt från Pårekslätten.
En sträcka av jokken ingår i naturreservatet Kamajokk i Jokkmokks kommun i Norrbottens län som i huvudsak omfattar selet i den övre delen av Gamájåhkå.